# Paul Pascal
Pour les articles homonymes, voir Paul Pascal (homonymie) et Pascal.
Paul Victor Henri Pascal, né à Saint-Pol-sur-Ternoise le 4 juillet 1880 et mort à Caen le 26 janvier 1968, est un chimiste français spécialisé dans la chimie inorganique et métallurgique. Ancien élève de l'École normale supérieure et agrégé de sciences physiques en 1905, il initie des travaux en magnétochimie à la Faculté des sciences de Lille. En 1908, Paul Pascal est admis à la Société chimique de France (SCF) où il fut membre du conseil non résident, puis résident. En 1919, il est promu professeur de chimie appliquée et directeur de l'Institut de chimie de Lille, comme successeur d'Alphonse Buisine. Il enseigne la métallurgie et la sidérurgie à l'Institut industriel du Nord (École centrale de Lille) jusqu'en 1927 où il est transféré à l'École centrale Paris. Paul Pascal devint vice-président de la SCF 1931 à 1933. Il fut porté à la présidence d'honneur en 1957.
Il enseigna à la Faculté des sciences de Paris de 1929 à 1938 (chaire de chimie minérale, puis chaire de chimie générale), et fut élu à l’Académie des sciences en 1945. Il a reçu la médaille d'or du CNRS en 1966. Un centre de recherche du CNRS basé sur le campus de Bordeaux porte son nom : le Centre de recherche Paul-Pascal.

## Biographie

### Les débuts
Né le 4 juillet 1880 dans un milieu particulièrement administratif, artistique et littéraire, « il avait », disait-il, « bénéficié d’une éducation très libérale dans le fond quoique assez rigide dans la forme ». Son père, étant haut fonctionnaire au Ministère de l’Intérieur, il avait été le très jeune témoin de bien des événements de ce qu’il est convenu d’appeler la belle époque. Selon son élève, disciple et collègue Adolphe Pacault, il en avait gardé des souvenirs d’une étonnante précision, mine inépuisable d’anecdotes qu’il aimait raconter. Il fit ses premières études au lycée Condorcet. Orphelin à 15 ans, il fut alors élevé par des parents habitant Marseille ; il étudie au lycée Thiers, et y prépare le concours d’entrée à l’École normale supérieure de la rue d'Ulm. Il y est reçu en 1902 pour en sortir, en 1905, où il fut reçu premier au concours de l’agrégation des sciences physiques en 1905.
Il fut très tôt attiré par les sciences d’observation et doit probablement l’orientation définitive de sa vocation scientifique à Lippmann qui avait eu la bonté d’entretenir, vers 1898, une correspondance bienveillante avec le jeune bachelier qu’il était et qui n’avait pas craint de proposer à ce maître certains procédés de mesure de constantes physiques.
Il avait commencé, alors qu’il était encore à l’École Normale, un travail de recherches sur les dérivés métalliques de l’acide pyrophosphorique qu’il continua après sa nomination comme professeur au Lycée de Douai, avant de quitter l’École, il avait déjà mis en évidence l’existence de complexes pyrophosphoriques du fer analogues aux cyanures.

### Carrière, militaire et scientifique
Sa première note aux Comptes Rendus de l’Académie des Sciences date de 60 ans. Elle attira l’attention sur le jeune chimiste et lui valut d’être nommé, en 1908, Maître de Conférences à la Faculté des Sciences de Lille où il acheva, en 1909, une thèse de doctorat sur les combinaisons complexes où il s’intéressait déjà aux propriétés magnétiques qui devaient être par la suite son œuvre maîtresse.
Cette nomination lui donnait un laboratoire, aussi a-t-il écrit « je voyais se réaliser mon rêve de pouvoir donner le meilleur de mon temps à la Recherche scientifique ». Ce rêve, il l’a poursuivi pendant soixante années, car il disposait toujours depuis sa retraite, d’un petit laboratoire à la Sorbonne où il se rendait assidûment pour continuer de travailler avec quelques fidèles collaborateurs. Mais aussi, ce rêve il l’a fait partager à de nombreux autres chercheurs qu’il a formés et soutenus par ses conseils et sa haute autorité.
Paul Pascal commençait à développer ses recherches de magnétochimie lorsque la guerre survint. Mobilisé en 1914 dans l’infanterie dans les troupes de la défense extérieure de Lille, il devait après la bataille de Charleroi, être versé dans le cadre territorial et affecté comme chimiste au début de l’année 1915, à la Poudrerie d’Angoulême, dont il prenait rapidement la direction du laboratoire de contrôle. Il s’efforça de supprimer l’empirisme qui régnait alors dans les poudreries et d’augmenter le rendement des fabrications. Il effectua toute une série d’études physicochimique relatives à la fabrication et aux propriétés de la nitrocellulose, à la synthèse de l’acide nitrique, base de la préparation des explosifs et aux explosifs nitrés.
Nommé ingénieur auxiliaire en 1917, Paul Pascal reçoit la même année la Croix de Chevalier de la Légion d’Honneur au titre militaire pour les services rendus à l’Industrie des Poudres. Il est nommé Membre de la Commission interalliée de l’Azote et de la Potasse et, en 1918, Membre de la Mission interalliée de Contrôle des Usines de la zone occupée en Allemagne.
L’année 1919 le retrouve professeur de Chimie appliquée à la Faculté des Sciences de Lille. Il professe un cours original de métallurgie et s’intéresse de plus en plus à l’industrie chimique du nord de la France, qui reconnaît la haute valeur de ses conseils. En 1920, il reçoit le Grand Prix Kuhlmann et devait par la suite participer à la direction scientifique des Établissements Kuhlmann.
La Sorbonne à Paris en 1928. Il enseigne tout d’abord la chimie appliquée, puis la chimie minérale. Entre-temps, il avait été nommé professeur de chimie générale, minérale et analytique à l’École centrale des Arts et Manufactures. Tout en continuant à s’intéresser à l’industrie chimique, il développe alors considérablement ses recherches sur les relations entre les propriétés magnétiques et la constitution des composés chimiques ; son œuvre scientifique sera analysée et glorifiée en d’autres lieux. Je me contenterai de dire qu’il est le créateur incontesté de la magnétochimie dont les développements ont été spectaculaires depuis une vingtaine d’années. Il aura eu la très grande satisfaction de voir construire à Bordeaux un très bel Institut de Magnétochimie, par le Centre national de la Recherche scientifique, dont la direction a été confiée au plus cher de ses disciple : Adolphe Pacault. Chaque année, Paul Pascal se faisait une joie de se rendre à Bordeaux au Comité de Direction de ce Centre de Recherches qu’il considérait à juste titre comme la plus belle consécration de son œuvre.
En parcourant les laboratoires, largement équipés d’un matériel moderne, et animés par de nombreux chercheurs, il éprouvait une joie qu’il ne cherchait pas à dissimuler et il mesurait le chemin parcouru, depuis le modeste laboratoire de l’île, sur un sentier de la science qu’il avait défriché et qui était devenu une magnifique route attirant de jeunes et enthousiastes physicochimistes.

## Honneurs et postérité

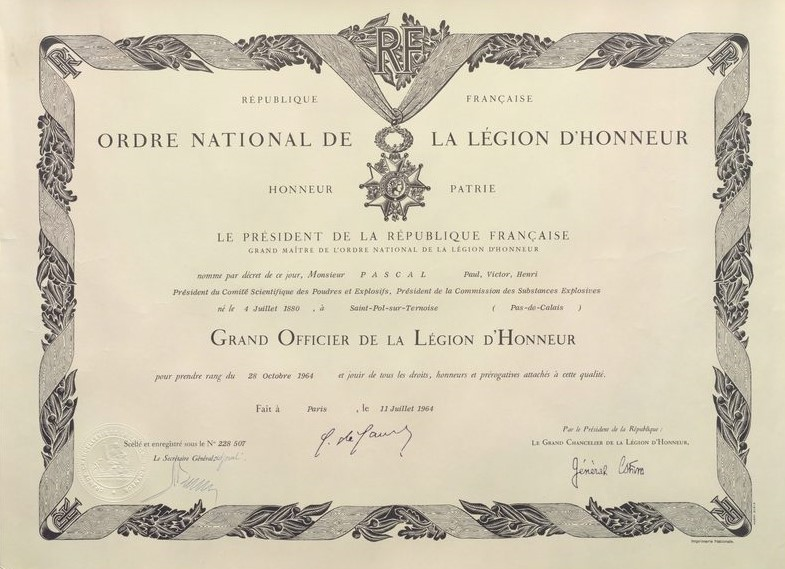
Ordre national de la légion d'honneur

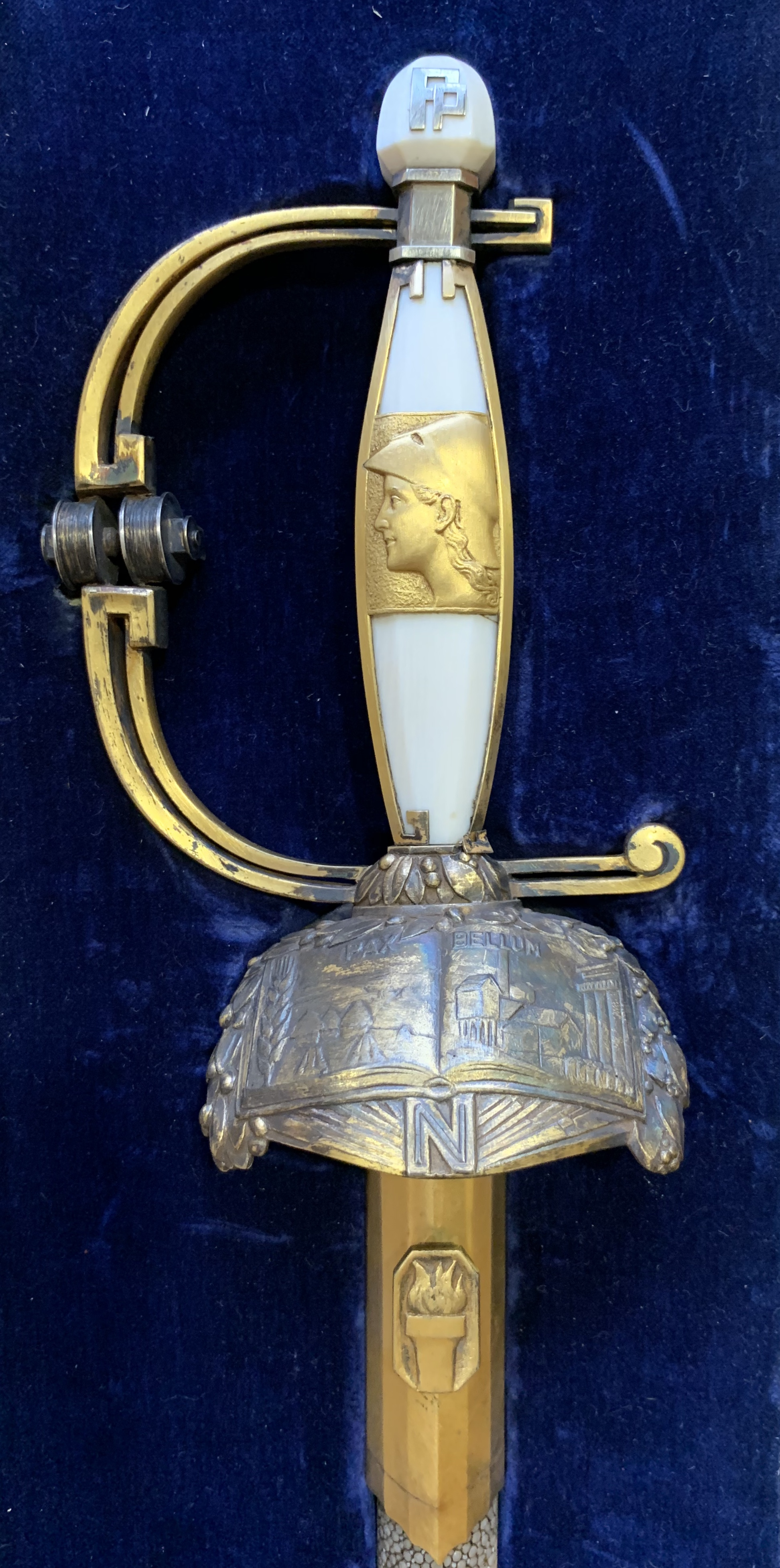
Épée d'académicien de Paul Pascal

La valeur des travaux de Paul Pascal a été reconnue par l’Académie des Sciences dès 1917 où il reçut le prix Houzeau. En 1927, l'Académie l’élisait correspondant de la section de chimie et lui décernait, en 1930, le prix Lacaze qui consacre l’œuvre en chimie générale et minérale d’un savant.
Au long se sa vie, Paul Pascal reçu de nombreuses distinctions honorifiques de la Légion d'Honneur telles que : Chevalier de la Légion d'Honneur, le 10 juillet 1917, Officier de la Légion d'Honneur, le 14 mars 1947, Commandeur de la Légion d'Honneur, le 17 septembre 1953 et enfin, Grand Officier de la Légion d'Honneur, le 28 octobre 1965.
En 1945, Paul Pascal était élu membre de la section de chimie de l’Académie des Sciences. L'épée offerte à Paul Pascal par le Comité d'Honneur de l'Académie des Sciences fut réalisée par le sculpteur Edmond Becker et à l'orfèvre Brasier. La cérémonie eut lieu le mercredi 25 juin 1947 dans les salons de l'Université de la Sorbonne au 6, rue des Écoles.
Les honneurs et les charges arrivèrent de plus en plus nombreux ; il acceptait les uns et ne refusait pas les autres. Il était Président du Comité scientifique des Poudres, il avait été membre de la Commission de Chimie Physique du Centre national de la Recherche scientifique et du Comité consultatif de l’Enseignement supérieur, Membre du Comité consultatif des Arts et Manufactures au Ministère du Commerce et de l’Industrie, Membre du Comité Solvay de Chimie.
De nombreuses Sociétés savantes ont honoré Paul Pascal. Il était Président d’Honneur de la Société Chimique de France et le C.N.R.S lui avait décerné sa plus haute récompense à un scientifique français : sa médaille d’or.
Ses livres de chimie industrielle : synthèse et catalyse industrielles ; métallurgie ; explosifs, poudres, gaz de combat, de 1925, sont devenus des classiques de la science appliquée, après avoir été les livres de chevets de plusieurs générations de jeunes ingénieurs chimistes. Ses monographies sur les propriétés magnétiques et la constitution chimique, les radicaux libres, le parachor, ont été des œuvres d’initiation tandis que ses livres de chimie générale ont formé des milliers d’étudiants de licence et d’élèves ingénieurs.
Dans le domaine de l’édition, le Traité de Chimie minérale en 13 volumes, rapidement épuisé est remplacé maintenant par le Nouveau Traité de Chimie minérale en 20 volumes, demeurera un monument encyclopédique de chimie qui ne pourra plus être renouvelé. Il a fallu à Paul Pascal une énergie peu commune et une puissance de travail inégalable pour réaliser une telle œuvre qui fait honneur à l’édition scientifique française. Il lui a fallu trouver et stimuler des auteurs, choisis parmi les spécialistes les plus réputés. Il lui a fallu coordonner et homogénéiser leurs manuscrits. Il lui a fallu surmonter les défaillances inévitables dans une œuvre collective d’une telle ampleur. Il lui a fallu remplacer les auteurs défaillants – n’a-t-il pas rédigé lui-même plus de 5000 pages de ce Nouveau Traité dont heureusement il a pu voir l’achèvement après quinze années de labeur incessant. Sans doute des tentatives analogues avaient été faites à l’étranger, mais elles étaient restées purement bibliographiques et non renouvelées. Le Nouveau Traité de Chimie minérale de Pascal, dont il ne reste plus que deux volumes à paraître incessamment, est resté critique tout en étant bibliographique. Il correspond bien à l’esprit français qui aime choisir au lieu d’énumérer et qui trouve sa satisfaction dans l'enchaînement des faits et des idées.
Une allée à Pessac porte aujourd'hui son nom. Elle permet d'accéder au Centre de recherches Paul Pascal, un laboratoire de recherche physico-chimie ouvert sur l’international.

## Prix Paul-Pascal
Le Prix Paul-Pascal de l'Académie des sciences, prix quadriennal créé en 1972, d'un montant de 3000 euros (dix mille francs à l'époque), encourage ou récompense un chimiste ou un groupe de chimistes pour des travaux en chimie physique.

## Publications
- Paul Pascal, Synthèses et catalyses industrielles, fabrications minérales : leçons professées à la Faculté des sciences de Lille, Paris, J. Hermann (réimpr. 1930); (BNF 31063205)
- Paul Pascal, Métallurgie et sidérurgie : Leçons professées à la Faculté des sciences de Lille et à l'institut industriel du Nord, Paris, J. Hermann, coll. « Institut industriel du Nord », 1920-1921
- Paul Pascal, Métallurgie : Leçons professées à la Faculté des sciences de Lille et à l'institut industriel du Nord, t. .1 Préparation des minerais ; t.2 sidérurgie, Lille, G. Janny, coll. « Institut industriel du Nord », 1921, 194 & 332 p., 128 et 173 fig.
- Paul Pascal, Chimie minérale, Masson, 1931-34 (1re  éd. 1958), 20 vol.  (ISBN 2-225-57101-5)
- Paul Pascal, Chimie générale, Masson, 1949, 4 vol.
- Paul Pascal, Nouveau traité de chimie minérale, Paris, Masson, 1956 (réimpr. 1966), 32 vol. :« 1. Généralités, air, eau, hydrogène, deutérium, tritium, hélium et gaz inertes ; 2.1. Lithium, sodium ; 2.2. Potassium ; 3. Groupe Ia (suite), rubidium, césium, francium, groupe Ib, généralités, cuivre, argent, or ; 4. Groupe II, glucinium, magnésium, calcium, strontium, baryum, radium ; 5. Zinc, cadmium, mercure ; 6. Bore, aluminium, gallium, indium, thallium ; 7.1. Scandium, yttrium, éléments des terres rares, actinium ; 7.2. Propriétés chimiques des métaux rares ; 8.1. Carbone ; 8.2. Silicium ; 8.3. Germanium, étain, plomb ; 9. Titane, zirconium, hafnium, thorium ; 10. Azote, phosphore ; 11. Arsenic, antimoine, bismuth ; 12. Vanadium, niobium, tantale, protactinium ; 13.1 & 13.2 Oxygène, azote, oxydes, eau oxygénée, la combustion, soufre, sélénium, tellure, polonium ; 14. Chrome, complexes du chrome, molybdène, tungstène, hétéropolyacides ; 15.1. Uranium et transuraniens : uranium ; 15.2. Uranium et transuraniens : combinaisons de l'uranium ; 15.3. Uranium et transuraniens, Transuraniens ; 15.4. Uranium (compléments) ; 15.5. Transuraniens (compléments) ; 16. Fluor, chlore, brome, iode, astate, manganèse, technétium, rhénium ; 17.1. Fer ; 18. Complexes du fer, du cobalt et du nickel ; 19. Ruthénium, osmium, rhodium, iridium, palladium, platine ; 20.1. Alliages métalliques ; 20.2. Alliages métalliques (suite) ; 20.3 Alliages métalliques (suite) » (BNF 37229023)